# The Bushranger
Pour plus de détails, voir Fiche technique et Distribution.
The Bushranger est un film muet américain réalisé par Chester Withey et sorti en 1928.

## Synopsis
Edward est arrêté pour duel puis est condamné à mort à Van Dieman's Land. Il s'échappe alors de prison et devient par la suite un bushranger.

## Fiche technique
- Titre original : The Bushranger
- Réalisation : Chester Withey
- Scénario : George C. Hull, Madeleine Ruthven
- Photographie : Arthur Reed
- Montage : William LeVanway
- Costumes : Lucia Coulter
- Intertitres : Paul Perez
- Producteur :
- Société de production : Metro-Goldwyn-Mayer
- Société de distribution : Metro-Goldwyn-Mayer
- Pays de production :  États-Unis
- Langue : film muet avec les intertitres en anglais
- Format : Noir et blanc — 35 mm — 1,33:1 — Muet
- Genre : Western
- Durée :
- Dates de sortie : 
  - États-Unis : 17 novembre 1928

## Distribution
- Tim McCoy : Edward
- Ena Gregory : Lucy
- Russell Simpson : Sir Eric
- Arthur Lubin : Arthur
- Ed Brady : Black Murphy
- Frank Baker : Blair
- Dale Austen : Dale
- Richard Neill : Col. Cavendish
- Rosemary Cooper : Lady Cavendish